# Moravskoslezská fotbalová liga 2024/2025
Moravskoslezská fotbalová liga 2024/2025 byla 34. ročníkem Moravskoslezské fotbalové ligy, která je jednou ze skupin 3. nejvyšší soutěže ve fotbale v Česku. Tento ročník začal v srpnu 2024 úvodním zápasem a skončil v červnu 2025.

## Týmy a stadiony
| Klub                       | Město            | Stadiony                           | Kapacita |
| -------------------------- | ---------------- | ---------------------------------- | -------- |
| FC Zlínsko                 | Otrokovice       | Fotbalový stadion ve Zlínské ulici | 1000     |
| FC Hlučín                  | Hlučín           | Městský fotbalový stadion Hlučín   | 2380     |
| FC Strání                  | Strání           | Stadion ve Strání                  | 1000     |
| SK Uničov                  | Uničov           | Areál SK Uničov                    | 1500     |
| TJ Start Brno              | Brno             | Stadion TJ Start Brno              | 550      |
| FK Hodonín                 | Hodonín          | Stadion u Červených domků          | 5000     |
| FK Třinec                  | Třinec           | Stadion Rudolfa Labaje             | 2000     |
| FC Zlín B                  | Zlín             | Areál Vlastislava Marečka          | 1000     |
| 1. SC Znojmo FK            | Znojmo           | Městský stadion v Horním parku     | 2599     |
| TJ Unie Hlubina            | Ostrava          | Stadion TJ Hlubina                 | 200      |
| SK Hanácká Slavia Kroměříž | Kroměříž         | Stadion Jožky Silného              | 1569     |
| ČSK Uherský Brod           | Uherský Brod     | Orelský stadion                    | 6000     |
| FC Slovan Rosice           | Rosice           | Stadion FC Slovan Rosice           | 1500     |
| 1. FC Slovácko B           | Uherské Hradiště | Na Bělince                         | 3000     |
| FK Frýdek-Místek           | Frýdek-Místek    | Stadion Stovky                     | 12400    |
| FK Blansko                 | Blansko          | Stadion na Údolní                  | 3500     |
| Zbrojovka Brno „B“         | Brno             | Městský fotbalový stadion Srbská   | 10200    |
| MFK Karviná B              | Karviná          | Sportovní centrum Kovona           | 3000     |

## Formát soutěže
V sezóně se utkalo 18 týmů každý s každým dvoukolovým systémem podzim–jaro. Vítěz (SK Hanácká Slavia Kroměříž) si vybojoval právo startu ve vyšší soutěži, tedy v Chance Národní lize (CNL). 

## Změny týmů oproti ročníku 2023/24
- Z FNL 2023/24 do MSFL sestoupilo mužstvo SK Hanácká Slavia Kroměříž.
- Do CNL 2024/25 postoupilo mužstvo FC Baník Ostrava „B“.
- Z předchozího ročníku MSFL sestoupily do divizí týmy SK Hranice, TJ Tatran Bohunice a 1. BFK Frýdlant nad Ostravicí.
- Z divizí postoupily týmy Zbrojovka Brno „B“, FC Strání a TJ Unie Hlubina.

## Konečná tabulka
| Poř. | Tým                            | Z  | V  | R  | P  | VG | OG | B  |
| ---- | ------------------------------ | -- | -- | -- | -- | -- | -- | -- |
| 1.   | SK Hanácká Slavia Kroměříž (S) | 34 | 27 | 6  | 1  | 91 | 31 | 87 |
| 2.   | FK Třinec                      | 34 | 26 | 3  | 5  | 83 | 32 | 81 |
| 3.   | SK Uničov                      | 34 | 17 | 8  | 9  | 62 | 43 | 59 |
| 4.   | FK Hodonín                     | 34 | 15 | 12 | 7  | 63 | 53 | 57 |
| 5.   | FK Frýdek-Místek               | 34 | 15 | 8  | 11 | 55 | 50 | 53 |
| 6.   | TJ Unie Hlubina (N)            | 34 | 13 | 6  | 15 | 53 | 56 | 45 |
| 7.   | FC Zbrojovka Brno „B“ (N)      | 34 | 12 | 8  | 14 | 55 | 56 | 44 |
| 8.   | FC Zlínsko                     | 34 | 12 | 8  | 14 | 53 | 52 | 44 |
| 9.   | FC Zlín B                      | 34 | 13 | 5  | 16 | 55 | 64 | 44 |
| 10.  | 1. FC Slovácko „B“             | 34 | 12 | 7  | 15 | 37 | 49 | 43 |
| 11.  | TJ Start Brno                  | 34 | 11 | 10 | 13 | 49 | 58 | 43 |
| 12.  | FC Hlučín                      | 34 | 12 | 7  | 15 | 54 | 47 | 43 |
| 13.  | MFK Karviná „B“                | 34 | 13 | 3  | 18 | 68 | 65 | 42 |
| 14.  | FK Blansko                     | 34 | 11 | 8  | 15 | 51 | 64 | 41 |
| 15.  | FC Slovan Rosice               | 34 | 11 | 6  | 17 | 44 | 60 | 39 |
| 16.  | ČSK Uherský Brod               | 34 | 10 | 8  | 16 | 45 | 58 | 38 |
| 17.  | FC Strání (N)                  | 34 | 9  | 7  | 18 | 42 | 61 | 34 |
| 18.  | 1. SC Znojmo FK                | 34 | 4  | 6  | 24 | 26 | 87 | 18 |

|  | Postup do Chance:Národní ligy 2025/26 |
|  | Sestup do Divize D, E nebo F          |

## Zajímavosti
V utkání 10. kola mezi domácím Blanskem a B-mužstvem Slovácka, které se hrálo v sobotu 5. října 2024 a Blanenští je vyhráli 2:0 (poločas 2:0), nastoupil za domácí v poslední minutě brankář Jaromír Piták ve věku 60 let a 1 den.